# コンテナハウス

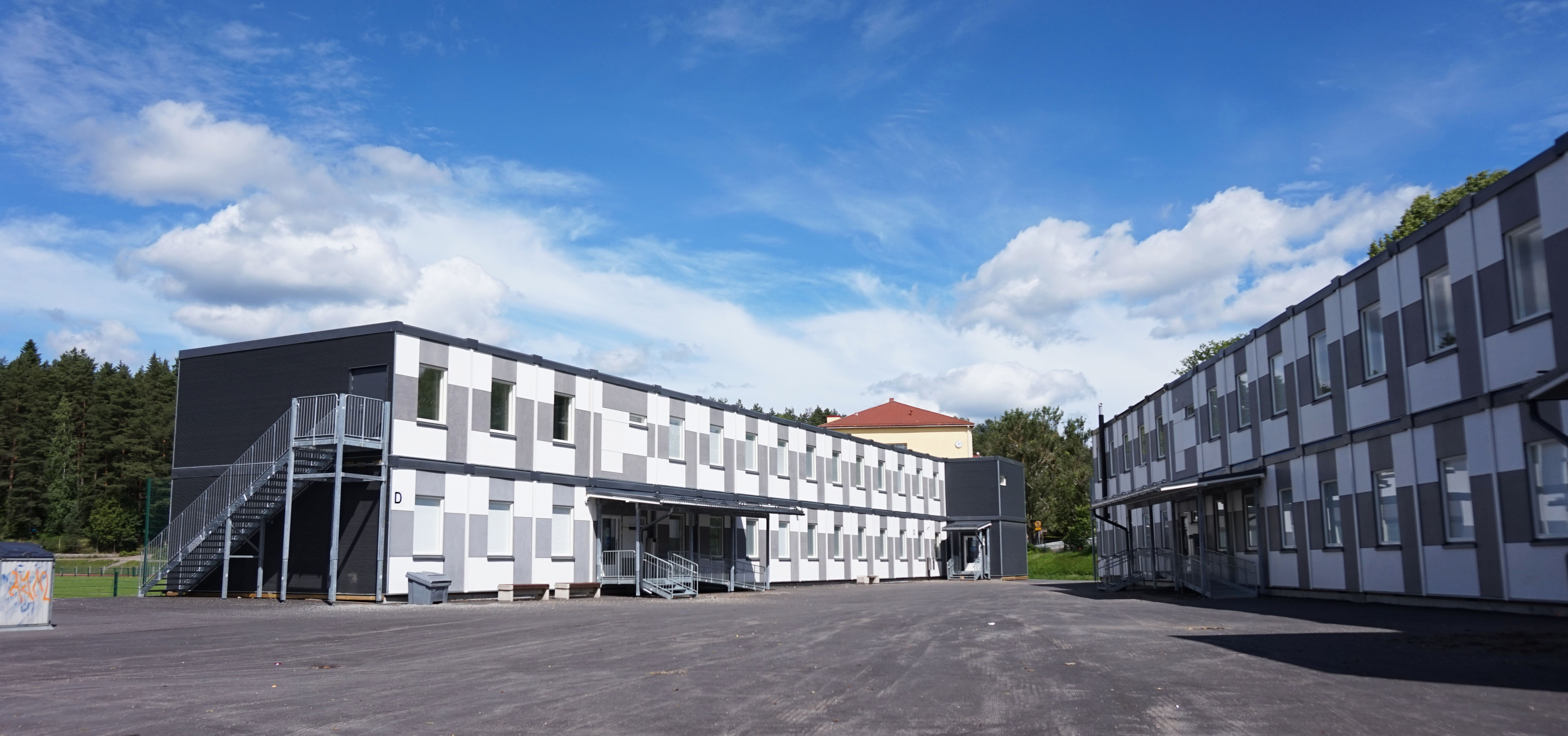
フィンランド、ラハティにあるコンテナで構築された集合住宅

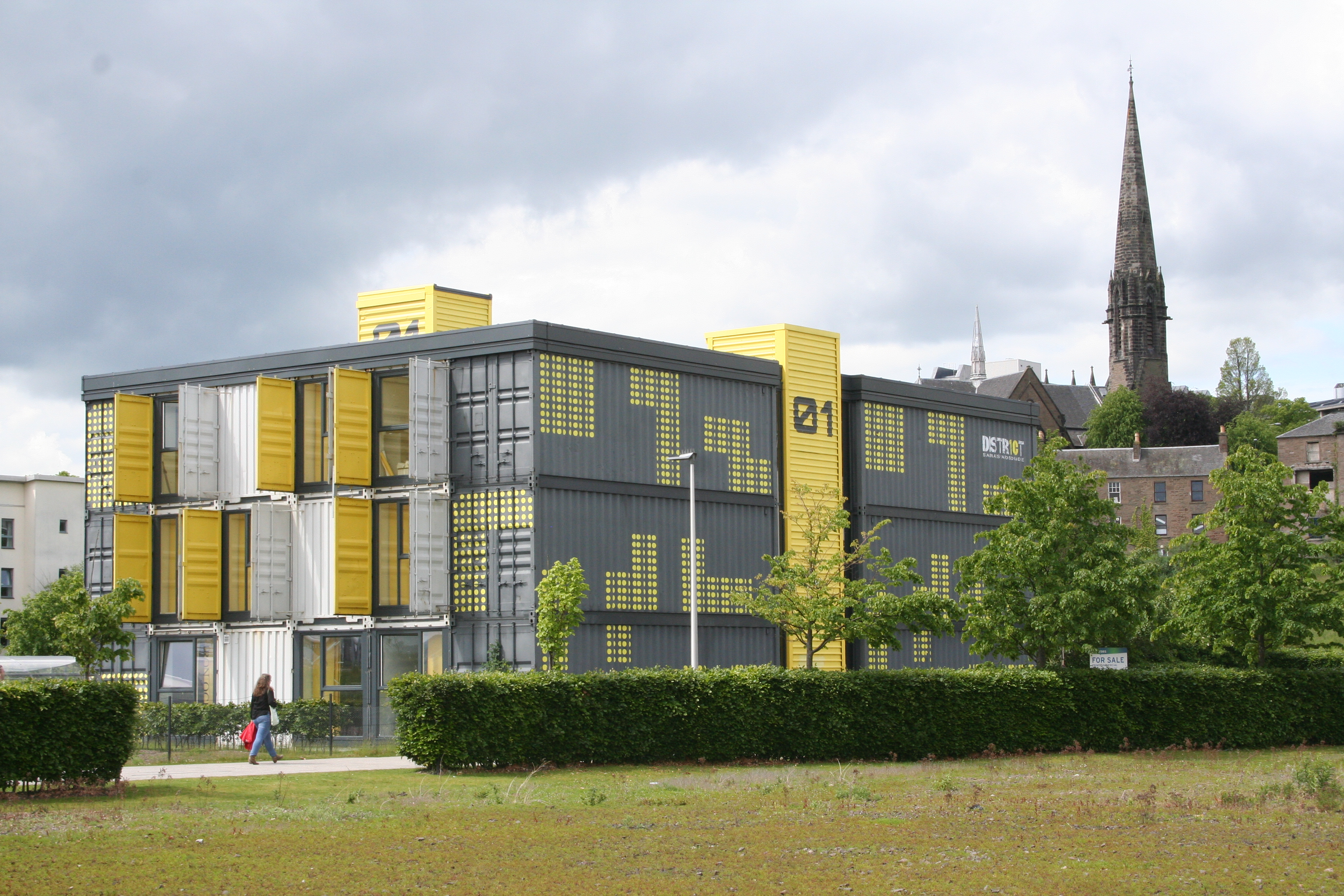
スコットランド、ダンディーにあるコンテナで構築されたオフィス

コンテナハウス（和製英語:ContainerHouse 英語:Shipping container home）とは、主に海上コンテナを利用して建築された住居。内外装を改装した上で住居として使用したり、複数個積み重ねて多階層化されることもある。日本でISO規格コンテナは建築基準法に定められたJIS規格の鋼材でない点や、外板に使用されるコルゲート（波板）に開口部を設けると強度が落ちることから、使用されるコンテナは全てJIS規格コンテナとなっている。また、基本的に設置に関し建築基準法の適用を受けるため建築物としての許可申請が必要となる。ちなみにJIS規格コンテナは中古コンテナ業者によって一般向けに販売されており、こちらでも「建築許可申請が通るコンテナ」として宣伝されている。
重量物を輸送するため設計された構造物となり、堅牢な鉄骨で作られた箱となるため非常に頑強であり、海上輸送で使用されるため塩害に強く、長期間の使用に耐えうる特徴を持つ。英語ではこれら輸送コンテナで建設された建築物の総称として（Shipping container architecture）から、カーゴテクチャー（Cargotecture）またはアーキテナー（Arkitainer）とも呼ばれる。

## 概要

コンテナを組み合わせた「コンテナシティⅠ」の概要図

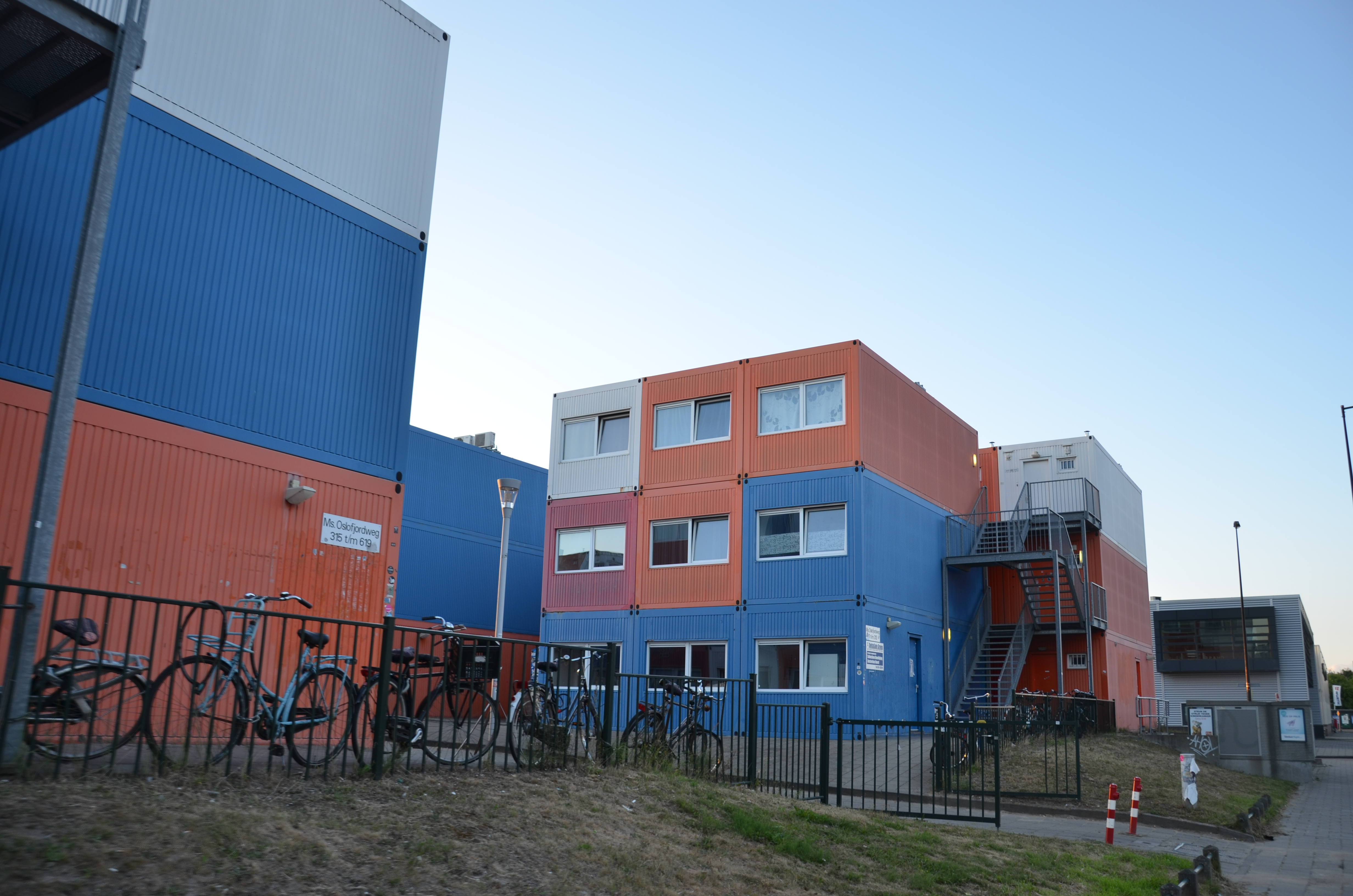
オランダのアムステルダムに建設された学生寮

輸送コンテナは、頑丈で耐久性があるうえ積み重ねて使用することができ、切断や切削加工も可能であり、可動式のモジュール構造となるうえ、流通量が多く比較的安価であるため、多くの点で理想的な建築材料とされる。建築家や利用者は、コンテナを使用した家、オフィス、アパート、学校、寮、アーティストのスタジオ、避難所のほか、プールとしての利用も行われている。また、シェルターを構築する代わりに、建設現場やその他の場所に「現状のまま」輸送コンテナを設置することで一時的な避難場所としての提供も行われている。
未来派であるアメリカ人作家、スチュワート・ブランドは、建築に関する進化をまとめた書「How Buildings Learn」を上梓する際、必要となった全ての建材を組む場所として輸送用コンテナを工房として使用しており、その製作過程も自書に記述されている。
2006年、南カリフォルニアの建築家であるピーター・デマリア（Peter DeMaria）は、アメリカの建築基準法である「Uniform Building Code（UBC）」を遵守し政府の認証を受けた初となる2階建てのコンテナハウスをレドンビーチに建設している。この初となるコンテナハウスは、後のコンテナハウス建設を専門とする企業、ロジカル・ホームズ（Logical Homes）社の創設に大きな影響を与えている。2007年、ロジカル・ホームズはネバダ州ラスベガスで開催されたコンピューターの国際見本市のため、コンテナを使用した展示ブースとなる「the Aegean」の製作を行っている。
アダム・カルキン（Adam Kalkin）らの建築家は廃棄されたコンテナを利用した自作の家の建設を行っている。2000年、アーバンスペースマネジメント社は、ロンドン、タワーハムレッツ区の埠頭に「コンテナシティI」と呼ばれた建設プロジェクトを行っている。2002年には、ISOコンテナで製作された浄化槽の稼働が開始されている。製作にコンテナを使用したことでその後のカスタマイズが容易となっている。MBA学生であったブライアン・マッカーシーは、2000年代メキシコへ経営視察に行った際、シウダー・フアレスの貧困街を目の当たりにしており、これを契機にマッカーシーはマキラドーラ制度が機縁する低所得者層向け住宅の建設を行っている。

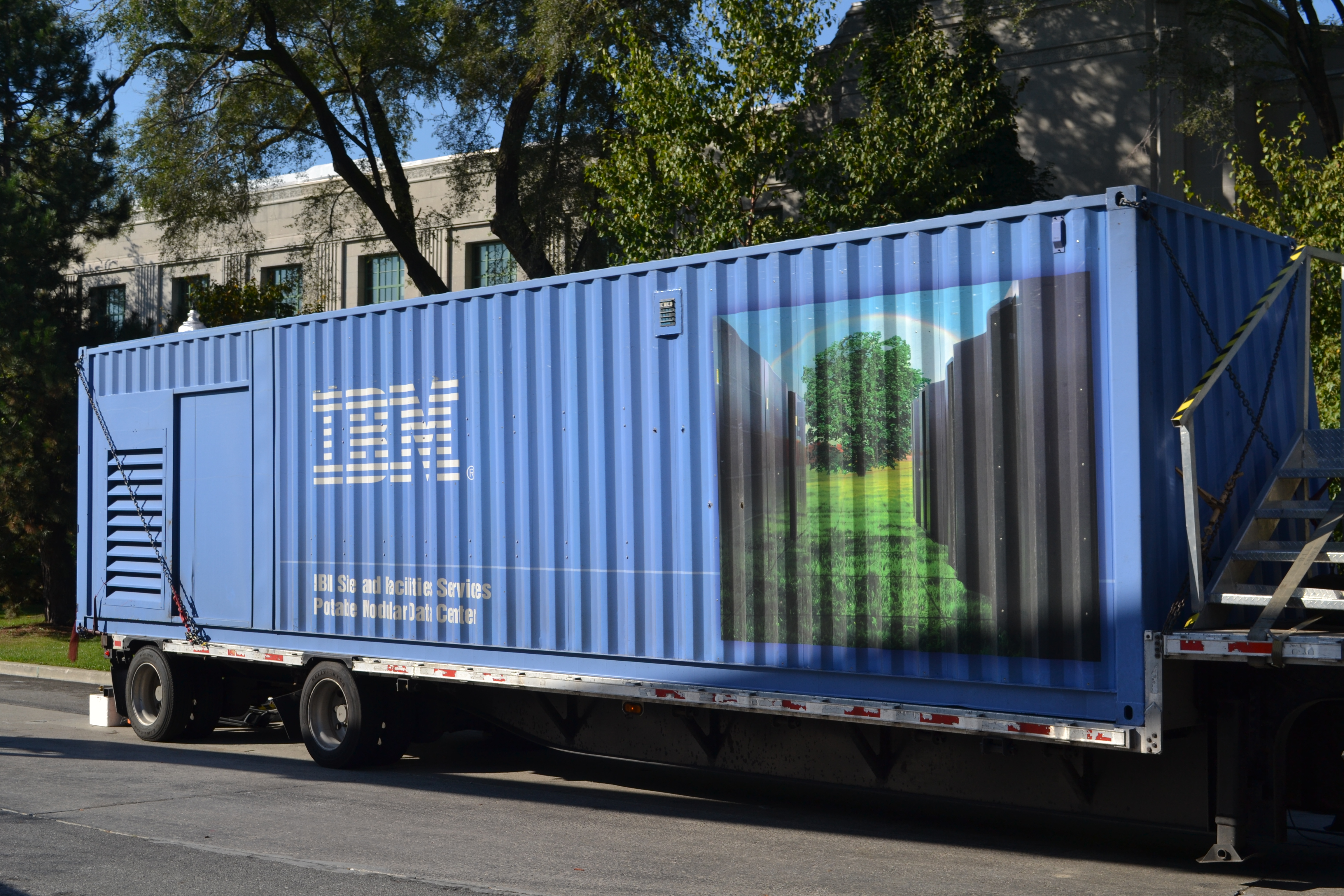
IBMで使用される40フィートの移動式データセンター

2006年、オランダのテンポハウジング社はコンテナを1,000人分の学生寮に転用した世界最大のコンテナ村をアムステルダムに建設している。この他、ヴィレッジ・アンダーグラウンド社はロンドンのショーディッチに非営利目的でのアーティスト向けワークスペースの建設を行っている。その後、コンセプトの発展形として、アウロ・フォクスクロフト（Auro Foxcroft）社がロンドン地下鉄の客車を建設されたコンテナハウスに追加するというアイデアを試みている。
イギリスでは砂を詰めたコンテナを変電所の事故に対するバリケード（土嚢）目的として設置している。
2013年10月、Googleは自社が所有するコンテナを用いた艀式のデータセンターとなる「Google Modular Data Center」を建設しメディアの注目を集めている。

## 長所と短所

### 長所
カスタマイズ
輸送用コンテナは様々な目的に合わせ簡単に改装が可能。
強度と耐久性
輸送用コンテナは地上や船上で高く積層されることを念頭に設計が行われている。また、海水を被るなど厳しい環境に耐えうる設計である。一般的なコンテナの屋根は3トンの重みまで耐えることができる。
モジュール性
サイズが規格化されていることからコンテナを組み合わせることで容易に大型化が可能。コンテナの四隅には搬送用緊締装置が備わっているため、この緊締装置を利用することでコンテナ同士を容易に接続させることが可能である。
施工性
何かを取り付ける場合は、鋼材に溶接または切削加工する必要がある。鋼の溶接と切断は建設費を増加させるが、従来の建設よりも依然として低い。
加えて、既存建造物の増築として採用する際、工期も短縮可能となる。
輸送
サイズが規格化されていることからコンテナは船、トラック、または鉄道で簡単に輸送することが可能である。
可用性
世界中で使用されており、新品や中古など容易に調達することが可能。
費用
中古コンテナは、レンガやモルタルなど、一般的な他の建材に比べて低コストで入手可能である。
低い環境負荷
総重量3,500kgを超えるコンテナをアップサイクリングすることで数千キログラムの鋼鉄節約に繋がる。

### 短所
温度
鉄は熱伝導性が高い。極端な温度変化のある環境で人間が居住するためのコンテナは、レンガ、鉄筋コンクリート、木造よりも断熱性が高くなければならない。なお居住用に使用されるコンテナはこの問題点を解決している。
柔軟性の欠如
コンテナを組み合わせより大きな構造物とすることも可能であるが、一般的なサイズとなる20フィートまたは40フィートとは異なる規格外の製造には費用と時間が掛かる。また一般的なドライコンテナの高さが内寸で2.39mであるため断熱材などを使用すると天井が低くなる。
湿度
鉄は熱伝導性が高いことから温暖な気候では大気中の水分が凝縮することで結露が発生する。このため防錆処理が施されていない場合には錆が発生する。錆は鋼材を腐食させ強度が落ることから留意する必要がある。
設置
コンテナの重量とサイズからクレーンまたはフォークリフトで設置する必要がある。木造建築やプレハブなどの場合、上層階まで手作業で建築資材の移動が可能である。
建築許可
建設に鋼を使用することは、産業用建築では一般的だが、住宅の構造にはあまり使用されていない。日本では住居用にISO規格鋼材を建材として使用することができないため、世界的に流通するISO規格コンテナは建築許可を取得することができない。JIS規格鋼材のコンテナならば建築許可を取得できるものの、JIS規格コンテナは日本国内のみの流通となり、購入や製造ともに高価となる。なお、住居用途以外で幾つかの条件を満たせばISOコンテナの利用は可能である。米国では特定の輸送用コンテナによる建築物は自治体のゾーニングコードの例外となっているため、建築許可の必要がない場合がある。
床材の処理
害虫の国際的な蔓延を防ぐため、木材を使用した荷役機材に関し国際的なルールが制定されており（国際植物防疫条約 IPPC）この検疫処理要件を満たすため、殆どのコンテナの床材には、銅(23 - 25%)、クロム(38 - 45%)、ヒ素(30 - 37%)を含む殺虫剤が使用されていることから住居として使用する場合、各種処理が必須となる。
荷室の汚濁
コンテナは、その耐用期間中に多種多様な貨物を運ぶ。内面にこぼれや汚染が発生した可能性があり、居住前に清掃する必要がある。住居として使用する場合、すべての内張りを除去した上で研磨を行い、非毒性の塗料を用いて再塗装するのが望ましい。
溶剤
製造時に使用される塗料およびシーラントから放出される溶媒は人体に有害となる。
損傷
コンテナは使用中に衝突や摩耗、積み替えや船舶輸送中に積み重ねられた状態で積載されることで大きな加重を受け損傷するため、住居として積み重ねて使用する場合は歪みや捻じれ、角の損傷などに注意する必要がある。

## 利用例

### 市場

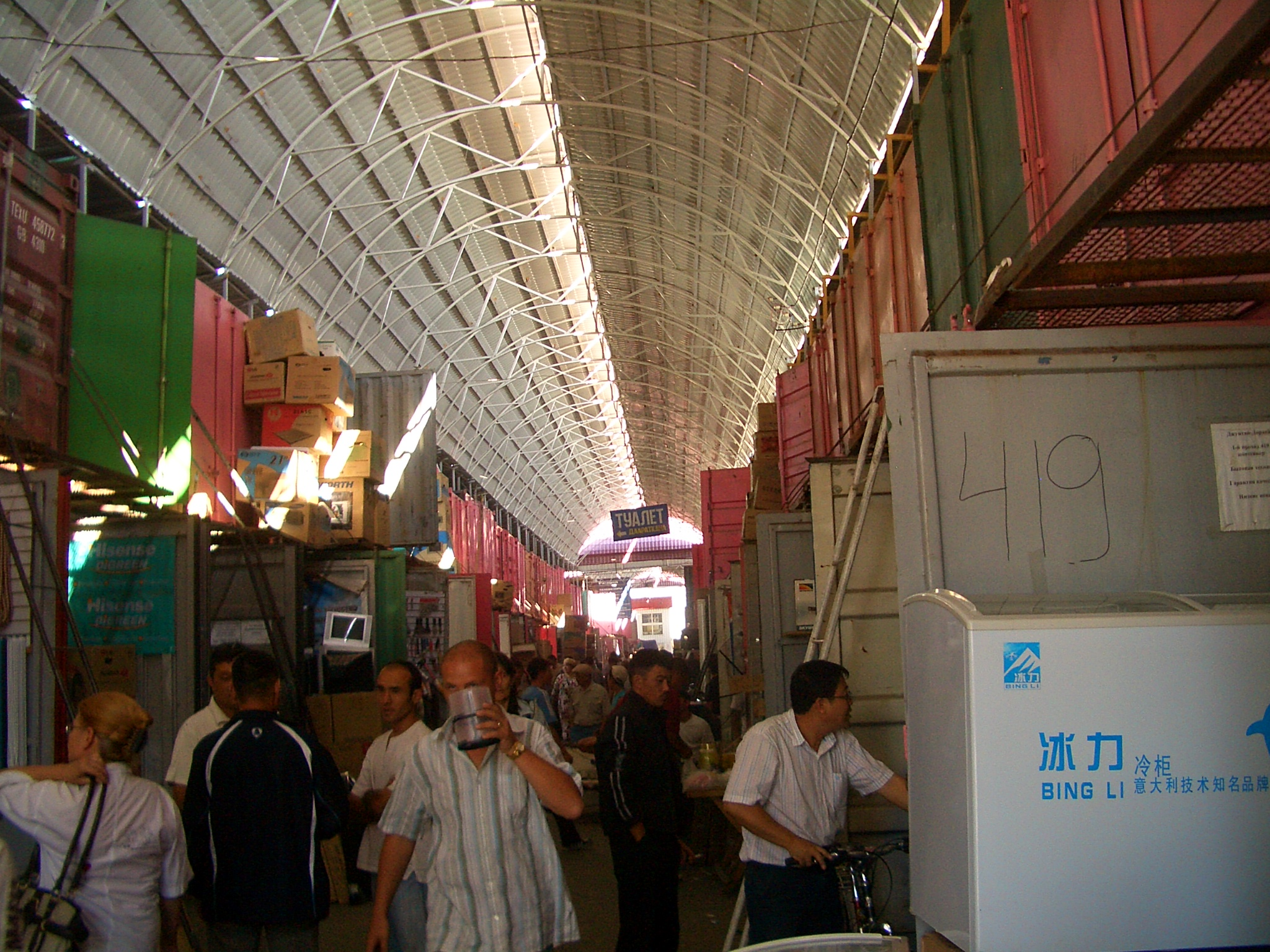
アジア最大の公共市場であるキルギスタンのビシュケクにあるドルドイ・バザール

空のコンテナは旧ソ連諸国の市場で屋台や倉庫として一般的に使用されている。ヨーロッパ最大となるコンテナ式ショッピングモールはウクライナのオデッサにある「7キロメートル・マーケット」となる。69ヘクタール (170エーカー）の広さがあり、積み上げられたコンテナとコンテナによって形成された路地によって構成される。非公式な名称として「トルチョク（Толчок）」と呼ばれ、16,000店の商店が入居する。
中央アジア、キルギスのビシュケクにあるドルドイ・バザールがアジア最大となる公共市場として著名である。安価かつ大量の模造ブランド品で溢れており、カザフスタンとロシアからの旅行者に人気がある場所となっている。
2011年、ニュージーランドのクライストチャーチにあるキャシェル・モール（Cashel Mall）は、カンタベリー地震で甚大な被害に遭っており、この数か月後コンテナを利用した店舗での再開を行っている。また、クライストチャーチ中心部でもコンテナによるショッピングモール「Re:START」が開設されている。
日本でも東日本大震災により壊滅的被害を受けた宮城県牡鹿郡女川町においてコンテナを利用した仮設商店街「女川コンテナ村商店街」が開設されており、2015年の移転まで使用されている。

### 医療

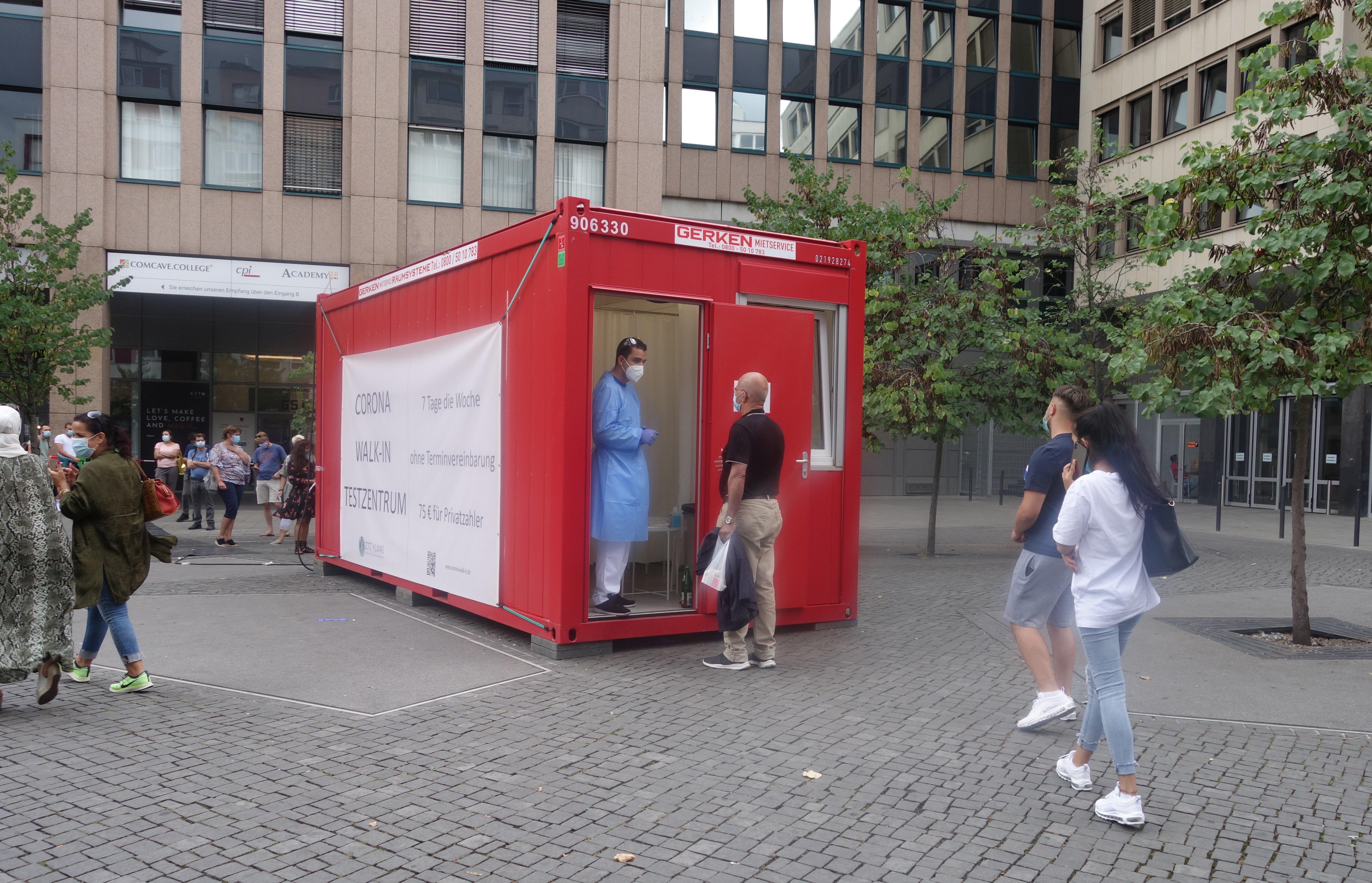
ドイツ、デュッセルドルフに設置されたPCR検査用コンテナ

2020年4月、宇都宮にあるコンテナ製造会社によって移動式コンテナ診療所の販売が開始された。災害時や感染症対策目的としての利用が想定されており、受注から2週間で完成し現場までトレーラーによって運搬される。また、コンテナは感染を防ぐため空気浄化装置を備えており、この完成した医療用コンテナを宇都宮市に対し寄贈している。同時期長崎で発生したクルーズ客船「コスタ・アトランチカ」での新型コロナウイルスの集団感染の拡大防止策としての使用が開始された。また、対応する医療関係者用の住居として平時は「HOTEL R9 The Yard」として運用されていたコンテナ50室が千葉県成田市と栃木県足利市から現地へと搬送された。
東千葉メディカルセンターでは新型コロナウイルスのPCR検査用に陰圧管理された空調機器を備えたコンテナ医療ユニット（Container Medical Unit, CoMU）の設置が行われた。岩手県にある社会福祉法人済生会北上済生会病院でもオフグリッド型簡易陰圧PCR検査室の導入が行われ運用が開始されている。岐阜県では発熱専用外来施設として駐車場にコンテナを設置しており、東京都三鷹市ではPCR検査センター敷地内に従事者用休憩室としての設置が行われている。
世界各地でコロナウイルスに対する隔離病床としてコンテナハウスの製造が行われており、カナダでは連結拡張式のICUとしての導入が行われている。日本でも横浜市の企業が40フィートコンテナにキヤノンメディカルシステムズ製のコンピュータ断層撮影（CTスキャナ）を搭載した移動式コンテナの開発を行っている。

### エンターテインメント
2010年、ドイツの建築家兼プロダクションデザイナーであるステファン・ビース（Stefan Beese）は、ニューオーリンズで開催された音楽フェスティバルであるヴードゥー・エクスピリエンスにて、一般的なグランドスタンドの足場代わりとして、長さ40フィートのコンテナ6本を使用した展望デッキとVIP用ラウンジエリアの製作を行っている。コンテナはまた、年間を通じフェスティバルの資材保管庫としての役割も果たしている。上部に設けた2つのコンテナは、其々9フィートの片持ち式の梁となっているほか、2つのバルコニーが設けられ、バルコニーには2つのバーが併設されている。各コンテナには「VOODOO」という単語が刻まれた上で開口部が設けられた。また、開口部自体がイベントの看板としての機能を果たすため、バナーやポスターを作成する労力が削減されている。

### 軍事

軍事訓練施設に設置されたコンテナ。爆破物処理訓練を行うアメリカ空軍兵

1977年、アメリカ軍が20フィートのコンテナを使用した構造物の実現可能性に関するレポート「輸送用コンテナ構造システム」（Shipping Containers as Structural Systems）を公表している。物資輸送に関し専用車両となるLVSが開発されており、そのまま地面に卸すことで物資の貯蔵庫として使用され、冷凍コンテナとディーゼル発電機を併用した冷凍冷蔵庫としての利用や、武器庫や弾薬庫としてだけでなく住居や指令室などとしても利用され、1991年の湾岸戦争ではコンテナが仮設シェルターとしての機能を果たしており、換気口を設けたコンテナを使用した捕虜の移送も行っている。コンテナは軍事用バリケードとしても利用され始めており、外部からのロケット弾攻撃などからコンテナを保護するため、側壁に土嚢を追加するなどの強化策が採られている。このほか捕虜に対する取り調べ室や仮留置場としての使用も行われている。
航空自衛隊では航空輸送も考慮した移動式手術ユニットとなる機動衛生ユニットが開発されており、陸上自衛隊では同様のシステムとして野外手術システムが開発され共に運用が行われている。
平時には軍事訓練施設や障害物としても使用されるほか、移動式の整備施設やレーダー施設としての利用も行われている。

### 住宅
1987年11月23日、米国人の発明家であるフィリップ・C・クラークは「1つまたは複数の輸送用コンテナを建設現場での居住可能な建物に変換する手法とその製品」（Method for converting one or more steel shipping containers into a habitable building at a building site and the product thereof）として米国で特許申請を行っており、1989年8月8日付けで「特許4854094」としての付与が行われている。特許文献には基本的な建築概念が記載されており、これは最も古くに記録された輸送用コンテナを用いた住宅やシェルター建設アイデアと見做されている。しかし、発明家であるポール・ソーヤーズはそれ以前に製作された1985年のSF映画「スペース・レイジ」の中で使用された大規模なコンテナのセットについて著書の中で私見を述べている。
手頃な価格の住宅としても販売が行われており、カリフォルニア州ではホームレス対策としての設置が進んでいる。
日本各地でも住居として利用されており、佐賀県吉野ヶ里町では介護に関わる外国人技能実習生向け住宅として敷地内にコンテナを設置している。長野市では子ども食堂を運営するNPO法人の敷地内に食材保管庫として冷蔵コンテナの設置を行っている。企業などから多くの食材寄付を受けるが保管場所が必須となるための措置であった。

### 店舗

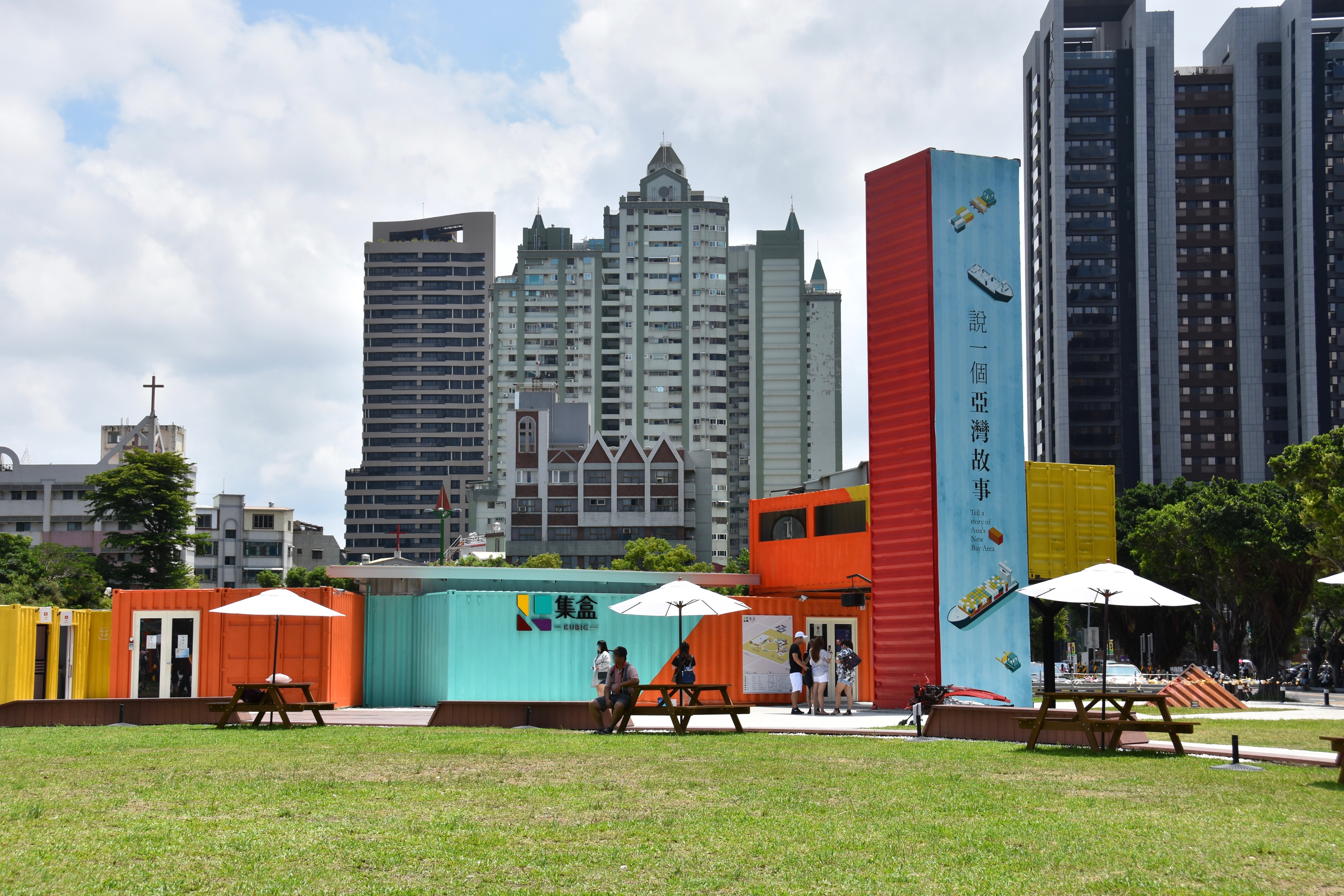
台湾の高雄市でマーケットとして利用されるコンテナ

スターバックスではコンテナを利用した店舗を開設している。日本でも各所で飲食店としての採用が行われており、平成30年台風第24号の影響で桟橋が崩壊した浜松市三ヶ日町では浜名湖遊覧船の「みっかび瀬戸港」としてコンテナの設置を行い運行を再開しており、タイのバンコクでは自動車販売店としてコンテナが利用されている。
2011年、ロンドンのショーディッチでコンテナを利用したポップアップ式のショッピングモールとなる「ボックスパーク」が開設し、その後ロンドン都市圏各所での開設も行われている。2016年には韓国のソウルにポップアップ式のショッピングモールとなる「コモン・グラウンド」が開設している。
熊本県益城町でもコンテナハウスを利用した商業拠点の整備を行い22店舗の入居が見込まれている。南あわじ市でも道の駅福良の傍に複合施設としてコンテナの設置が行われている。この他、東京五輪で訪れた旅行者の宿泊先が不足している問題に対応するため、仮設ホテルとしての利用や民泊施設としての採用が行われている。全国各所にコンテナホテルが開設されており、これは大規模災害時における供給不足に対応するため、平時はホテルとして利用しながら備蓄することを目的としており、震災発生時には被災地に移動できる「フェーズフリーホテル」となっている。

### 被災者向け仮設住宅
日本国内では被災向け仮設住宅としての利用も行われている。構造が堅牢であることから長期間の使用に耐え、現場で組み立てる必要が無いため従来のプレハブ工法よりも労働者の人工を必要としないため設置コストが低く、工場で組み上げてから被災地まで運搬される。従来の工法では用地の確保や資材不足、職人不足などの問題も発生し、短期間で大量に建設することが難しく大きな課題となっているが、コンテナは工場から設置まで一週間と早く、設置は一日で完了するため入居も迅速となる。また、レンタルが可能であり、レンタル費は一戸辺り2年間で300万円と他の仮設住宅に比べ格安であった。不要になった場合の撤去もコンテナを移動させるだけあることから簡単である。撤去後は他の施設として再利用が可能であることから近年採用が進んでいる。国内では東日本大震災での被災地に対し宮城県牡鹿郡女川町で日本初となる3階建て構造としての設置が行われており、什器もユニット化されているため設置が容易であり、プレハブに比べ気密性や断熱性に優れており壁が肉厚であるため遮音性も高く、隣人の生活音が気にならないなどプライバシー面でも非常に好評であった。恒久使用を前提として設計されており、移設が行えるほか、退去後は合宿所や漁業で使用される番屋としての再利用が計画されている。平成30年7月豪雨では岡山県倉敷市で50戸が設置されており、従来のプレハブ工法よりもひと月早く入居が行われている。令和2年7月豪雨では熊本地域で住居としてだけでなく、臨時小学校としての採用も行われ、入居まで早く住環境が良かったことから同様に好評を博している。
従来の仮設住宅は性能が向上する一方、建設費が高騰しており、東日本大震災では5万3千戸の仮設住宅が建設されているが、造成費を含め一戸辺り約617万～730万円の費用が掛かっており、国の設置基準である9坪、253万円を大幅に上回ったうえ、プレハブにはリース物件と買取物件があるため、退去後に別途解体費用が必要となる事例も発生している。その後、設置基準が571万円にまで引き上げられているが、2018年の北海道胆振東部地震では仮設住宅を2重窓にするなど寒冷地仕様にしたため、1戸辺り1,200万円にまで費用が上がっている。しかし、同時期むかわ町に設置されたコンテナハウスの費用は約450万円に抑えられている。
高知県では震災時に一般の賃貸住宅を借り上げる「みなし仮設」として利用できる住宅が少ないため、一般社団法人、日本ムービングハウス協会とのコンテナ利用に関する協定を結んでいる。茨城県取手市でも台風による水害も踏まえた上で大規模災害時の利用に関し協定を結んでいる。なお、コンテナハウスの課題として現状供給能力が弱く、製造業者45社が加盟する協会で震災発生から1月以内で供給できる戸数が500戸と限られているため、平時から他の施設として利用する備蓄案を提案しており、全国6か所に備蓄施設の構築も行っている。同協会は平時には利益を生むホテルなどの施設として利用し、震災時に貸し出す仕組み作りを強化したいと語っている。
この他、令和元年東日本台風では、主要な被災地であった千葉県で被災者が飼っているペットが原因となり避難所での退避を断られるケースが発生しており、この問題に対応するため長野市がペット専用となる空調付きコンテナの提供を行っている。神奈川県川崎市ではコロナ禍で災害が発生した場合の避難所実証実験を行い、この結果から避難所の密集度が問題として浮彫になっており、この対策としてコンテナハウスの採用を検討している。

### その他の用途
- アーティストの工房
- 一時的な公共施設やブース[73]
- 運搬可能な工場

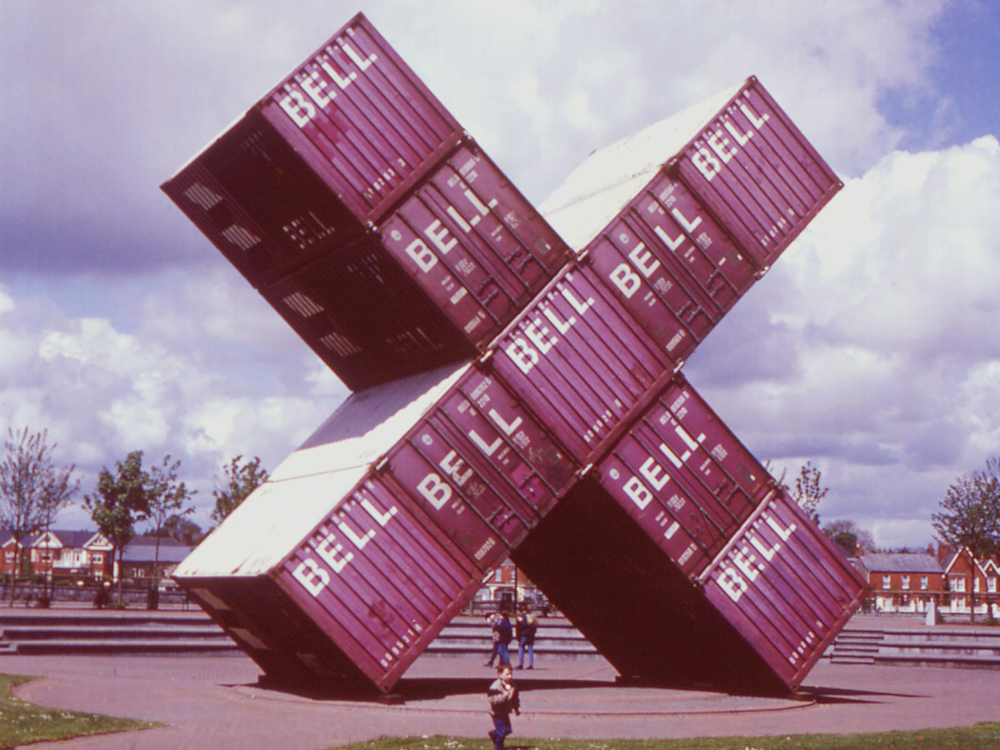
アイルランド、リメリックで展示されたコンテナアート「コンストラクションX」

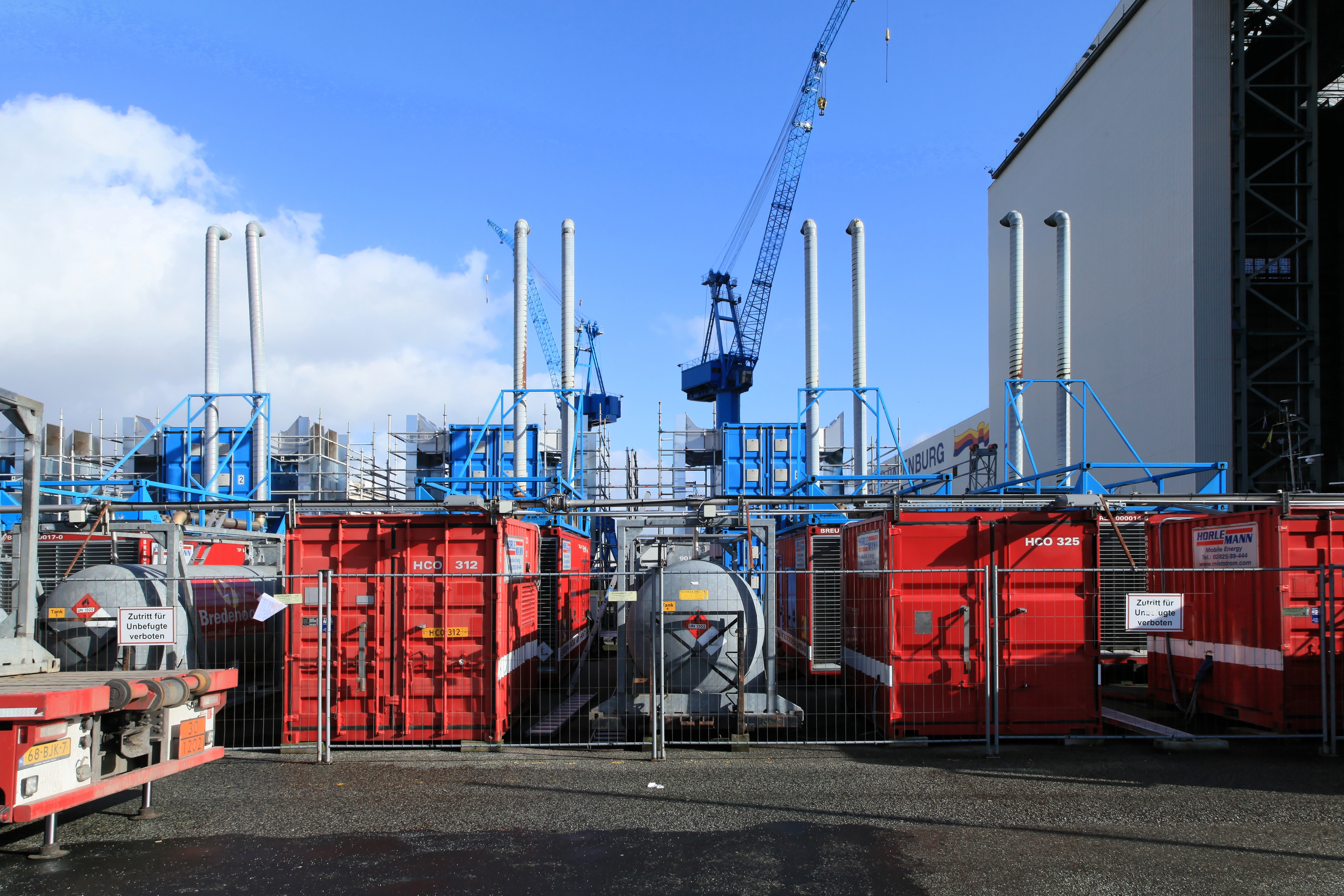
ドイツで発電所施設として利用されるコンテナ

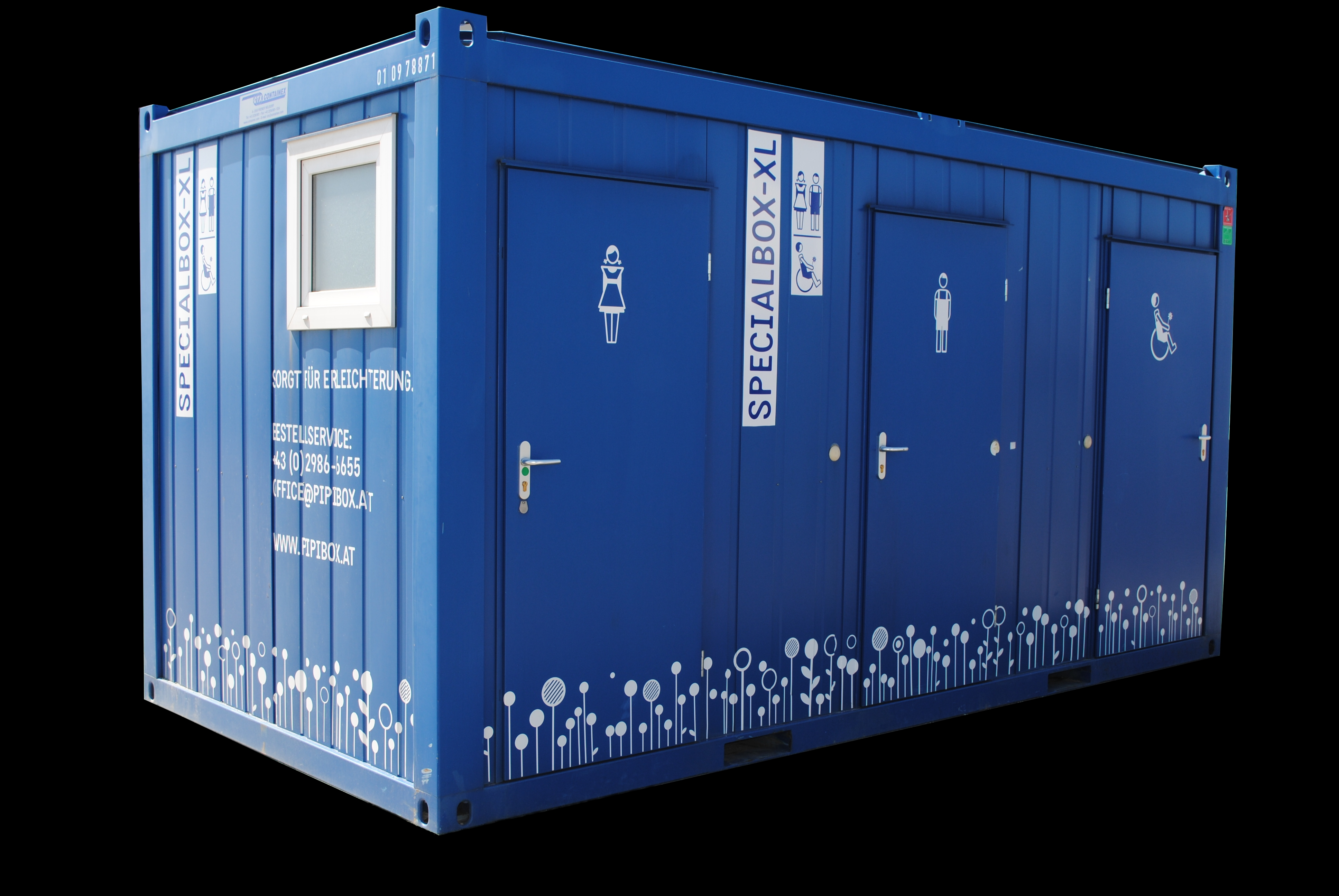
バリアフリー対応型コンテナトイレ

- エレベーターとしての利用や上部機械室として
- 移動交番として[74]
- 仮刑務所[75]
- ガレージとして[76]
- キャンプサイト
- 銀行の金庫室
- ケータリングトラック
- 建設作業場での事務所や休憩室
- 工作室
- 校舎[77]
- 水耕栽培用の農場として[78]

都市でコンテナを利用した野菜栽培を行うフランスの大手企業アグリクールは2,800万ドル（約30億4,500万円）の大型資金調達を行い、パリとドバイで100基以上の野菜栽培コンテナの設置を計画している。
- トイレやシャワー室、風呂
- トラックによる牽引式キャンピングカーの基礎として
- 消防訓練施設[80]
- 実験室
- 抽象芸術（コンテナその物を芸術品として利用）
- 賃貸トランクルーム
- 南極での気象観測施設（Neumayer-Station II）
- 発電所
- バッテリー収納ユニット
- 不安定な地盤箇所での基礎として
- 福祉施設として[81]
- プレスセンター、記者クラブなどの詰所
- レコーディングスタジオ
- ホテル[82]